# Pyra Labs
Pyra Labs е компанията създател на Blogger.
Съоснователи на компанията са Еван Уилямс и Мег Хурихан. Първият продукт на компанията е наречен също Pyra и съдържа основните елементи на разработения впоследствие Blogger. Услугата Blogger става достъпна през август 1999 г. Голяма част от кодирането е дело на Пол Бауш и Матю Хъхи.
През 2003 г. Pyra Labs е закупена от Google. По това време членове на компанията са Еван Уилямс, Стив Шелън, Стив Дженсън, Руди Уинакър, Джейсън Сътър и Джейсън Голдман.
През 2004 г. Еван Уилямс напуска Google. През 2006 г. Джейсън Голдман също напуска Google.